# سوسپیرو
سوسپیرو (به ایتالیایی: Sospiro) یک کومونه در ایتالیا است که در استان کریمونا واقع شده‌است.

## خصوصیات
سوسپیرو ۱۹٫۱ کیلومترمربع مساحت و ۳٬۱۷۷ نفر جمعیت دارد و ۳۶ متر بالاتر از سطح دریا واقع شده‌است.